# Гобелени Фйонавара
Гобелени Фйонавара (англ. The Fionavar Tapestry) — книжкова трилогія в жанрі фентезі, створена канадським письменником Гаєм Гевріелом Кєєм. Основні події відбуваються у вигаданому світі Фйонавар, «першому з світів Гобелена». Сюжет розгортається навколо п'ятьох студентів Торонтського університету, які потрапили в цей світ в якості гостей, але незабаром перейнялися його долею і вступили в боротьбу за його порятунок. Основним джерелом натхнення для автора служила кельтська міфологія.

## Світ та персонажі
Основні події розгортаються в країні Бреннін, якою править король Айліль дан Арт. Столиця — місто Парас-Дерваль. Старший син короля Айлерон знаходиться у вигнанні. Молодший син, Дьярмуд, є спадкоємцем престолу; це граціозний і безстрашний воїн, але при цьому фривольний і люблячий ризиковані витівки. Дьярмуд закоханий у принцесу південного держави Катал, Шарру, яку називають «Чорною Розою Катала». При владі в Каталі знаходиться її батько Шальхассан.
У Бренніні знаходиться Рада Магів, яка може включати до семи осіб, проте на момент дії книги в ньому знаходяться тільки троє: Лорін Срібний Плащ (і його джерело, гном Метт Сорін), Перший маг Метран (і його джерело Денбарра), Тейрнон (і його джерело Барак). Між магом і джерелом існує дуже тісний особистий зв'язок. Кожне джерело пов'язане з магом особливими ритуалами і клятвами, а його життєва сила служить для мага енергією. Теоретично маг може випити всю енергію джерела, але це призведе до смерті останнього і позбавить мага його сил. Книга Нільсома (гримуар, який належав колись жив божевільному магу) містить опис таємного огидного ритуалу, що дає магу можливість харчуватися з багатьох джерел.
Серед інших жителів Бренніна, які активно беруть участь в сюжеті — ясновидиця Ісанна; Джаель, верховна жриця Дано; Вае, Шахар і їх син Фінн; Мабон, герцог Роденський, який врятував Дейва від Давай, чорного лебедя; Ліла, дівчинка п'ятнадцяти років, у якій встановився тісний зв'язок з Фінном.
На північ від Бренніна розкинулися рівнини, де пасуться стада елторов — тварин, що нагадують антилоп. Там же живуть племена миролюбних кочівників дальрі, які полюють на елторов і в той же час охороняють їх стада. Кожне плем'я очолює вождь, при якому знаходиться шаман; в юності шаманів засліплюють, щоб вони могли краще зосереджуватися на внутрішньому зорі. У книзі фігурує головним спосіб третє плем'я, яким править Айвор дан Банор за підтримки шамана Гірінта. Також у сюжеті відіграє важливу роль сім'я Айвора, особливо його син Табор.
Світлі Альви мешкають в Данилоті, країні на північному заході, яку вони приховали мерехтливим магічним туманом, щоб захиститися від Могріма та його слуг. Могрен особливо ненавидить їх, тому що вони є втіленнями світла. У сюжеті роману велику роль відіграють Брендель, один із знатних альвов, і король Ра-Теннієль.
В горах поблизу озера Калор Діма живуть гноми. Це суворий народ, який виявився обдурять обіцянками гномів, які служили Могріму. Значну роль в сюжеті відіграють колишній король гномів Метт Сорін і вірний йому Брок.
У тому ж регіоні знаходиться країна Еріду, населена людьми. Всі вони загинули в ході роману від отруйного магічного дощу; єдиним, хто вижив виявився Фейбур, якого вигнали з рідної країни.
Далеко в горах живуть залишки міфічної раси велетнів параїко. Вони не здатні на насильство, навіть коли мова йде про порятунок життя, але перед смертю можуть проклясти своїх убивць.
Окрім того, в сюжеті грають велику роль інші місця, такі як Пендаранський ліс, острів Кадер Седат та цитадель Могріма Старкадх.
По ходу сюжету в Фйонаварі опиняються два великі воїни минулого, Артур і Ланселот. Одна з героїнь роману виявилася перевтіленням Джиневри, яка мучиться від любові до них обох. Регулярне повторення їх історії в різних світах — їх спокута за скоєні раніше гріхи.

### П'ятеро героїв
- Кевін Лейн (Ліадон) — дотепний, яскравий, доброзичливий молодий чоловік. У нього є незвичайна риса: під час сексу він переживає надзвичайно глибокі відчуття.
- Пол Шафер (Пуйл Двічі Народжений) — тонко мисляча, замкнута людина, гостро переживає загибель своєї коханої в автокатастрофі, яку він вважає своєю провиною.
- Дейв Мартинюк (Дейвор) — атлетичної статури юнак, баскетболіст. Його відносини з батьком, українським емігрантом, були важкими, і він не звик до щирої дружби.
- Кімберлі Форд (Ясновидюща) — тиха, чутлива дівчина, яка, однак, здатна здійснювати важкий вибір і робити необхідне.
- Дженніфер Лоуелл (Ґвіневера) — зеленоока блондинка, стримана у своїх почуттях.

### Божества
- Ткач — творець Гобелена, який складають усі світи і долі всесвіту.
- Морнір — бог грому, якому присвячено Древо Життя.
- Дану — богиня-мати.
- Кернун — бог тварин і лісів.
- Кінуін — богиня-мисливиця.
- Маха і Немаїн — богині війни.
- Ейлатін — бог озера поблизу Парас-Дерваля.
- Ліранан — бог морів.
- Оуїн — ватажок Дикого полювання.
- Фордаета, королева Рюка — злий дух, повелителька зими.
- Ракот Могрен — темний бог, який прийшов з-за меж Гобелена. На початку трилогії він закутий в надрах гори Рангат, але згодом звільняється.

### Напівбоги
- Галадан — син Кернуна, повелитель вовків. Служить Могріму, але потай від нього сподівається знищити світ.
- Флідіс — лісовий дух, перевтілення Талиєсіна.
- Дарієн — син Ракота Могріма. Володіє магічними здібностями.

### Істоти
- Авайя — чорний лебідь з кігтями і гнильним запахом, служниця Могріма.
- Курдадх — древній дух землі, який мешкає в Пендаранском лісі.
- Німфа Імрат — крилатий єдиноріг, створений Даною, і з легкістю перемагає ворогів.
- Ургахі — величезні злі напіврозумні істоти.
- Темні альви — невеликі злі істоти, аналог орків.
- Уатах — командувач армії Могріма ургах, який виділяється розумом і силою.

## Тематика
За задумом Кея, Фйонавар — перший зі світів, а решта світи (включаючи й наш) вторинні по відношенню до нього. Це проявляється в тому числі в міфології: оповіді і легенди інших світів беруть свій початок саме тут. Те, що відбувається в Фйонаварі, відбивається й в інших світах — тому перемога чи поразка Ракота Могріма матиме наслідки і в нашому світі.
Один з головних мотивів трилогії — свобода волі. Вона проявляється по-різному: Дженніфер приймає рішення покинути Дарієна, а згодом відіслати Ланселота; Пол та Кевін приносять себе в жертву; Дьярмуд виходить на бій проти ургаха, щоб Артур зміг взяти участь у вирішальному бою; Кім відмовляється викликати дракона озера Калор Діман заради війни; Дарієн робить свій вирішальний вибір.
Інший важливий мотив — прощення. Він проявляється в долі різних людей: це Артур, давно пробачив Джиневру та Ланселота; Пол, який наприкінці прощає себе за смерть Рейчел; відмова від помсти Галадану та його рішення почати життя заново; Дарієн зрозумів та пробачив мати перед смертю; є й інші приклади.
Ще одна тема роману — це ціна сили. Вона часто купується кимось або чимось іншим; найяскравіший приклад — маги та їх джерела. Сюди ж слід віднести Кім, яка декілька разів в ході сюжету закликає інших істот, і часто саме вони платять ціну цього призову.

## Культурні посилання

### Зв'язок з реальним світом
- У другій книзі фігурує Стоунхендж.
- Печери Дан Мори нагадують про печери дельфійського оракула, а також про доісторичних печери, таких як Ласко.
- Дальрі багато в чому нагадують американських індіанців: вони кочують, не створюючи постійних поселень; джерелом багатьох ресурсів для них є стада диких тварин; в їх культурі відіграють важливу роль шамани та подорожі уві сні.

### Міфи та легенди
У романі використаний ряд переказів, головним чином кельтських. Найочевидніший приклад — образи Артура, Ланселота і Джіневри, які складають любовний трикутник та спокутують гріхи. Кей включив у книгу сюжет про народжених в травні дітей, убитих Артуром: «Коли загинули діти, Великий Ткач помітив його нескінченною та незмінною долею. Війнами, які постійно повторюються, та спокутою своєї провини під безліччю імен в безлічі світів, щоб якось заповнити той непоправний збиток, який був нанесений вбивством дітей і вбивством любові». У романі з'являється й Кавалл, вірний пес Артура. Зустріч Ланселота з Лейзою з Лебединоъ марки, її безнадійна любов до нього й подальше відплиття на захід — відсилання до історії Елейни з Астолата.
Могутній дуб, відомий як Дерево життя (або Літнє Древо), нагадує Іггдрасілль, світове дерево в скандинавській міфології. Бог Морнір нагадує скандинавських богів: його називають громівником, як Тора, при цьому його супроводжують два ворони, Думка і Пам'ять (подібно до того, як Одіна супроводжували ворони Гугін і Мунін). Світлі й темні альви також походять із скандинавських міфів.
Котел Кат Міголя та його воскресаюча сила походять з кельтських легенд: в них зустрічаються численні чарівні котли. Одним з них був котел Аннуна, який зберігався на острові Каер Сіді (в романі він називається Кадер Седат); про плавання на цей острів за котлом розповідається в валлійської поемі «Скарби Аннуна». Авторство поему приписують Таліесіну, який з'являється в книзі (в образі духу Флідіса) і цитує свої рядки. Королем Аннуна був Пуйл, чиє ім'я жителі Фйонавари дали Полу Шаферу. Кабан, який поранив Кевіна, нагадує кабана Турх Труйта.
Міф про Дике Полювання був раніше широко поширений в Європі. Вважалося, що побачити його — ознака будь-якої біди (наприклад, війни або чуми) або ж швидкої смерті для того, хто спостерігав за нею. Люди, які зустрінуться на шляху Дикого полювання або ризикнуть піти за ним, могли бути викрадені і привезені в царство мертвих. У різних місцях існували різні уявлення про те, хто очолює Полювання: так, в Британії її ватажком називали короля Артура, в Скандинавії — Одіна. Однак суть Дикого полювання скрізь приблизно однакова — це група примарних вершників, які скачуть по небу в пошуках здобичі.
Загибель Ліадона, яка приносить весну, перегукується з міфом про Адоніса, який втілює родючість. Відповідно до цього міфу, Адоніс є коханцем Афродіти і трагічно гине від іклів кабана.
Гора Рангат, в якій був укладений Ракот Розплітаючий Основу, нагадують історію полону царя мавп Сунь Укуна з китайського роману «Подорож на Захід». Сунь Укун був заточений Буддою в горі, створеної ним з власних п'яти пальців, і провів там 500 років. Ця історія нагадує про п'ять сторожових каменях, які тримали Ракота в ув'язненні.
У романі часто фігурує мотив ткацтва: так, всесвіт постає у вигляді величезного Гобелена. Зв'язок долі і ткацтва має давні міфологічні традиції.

### Творчість Толкіна
Фйонавар в значній мірі нагадує Середзем'я і, мабуть, був натхненний ним (що не дивно, так як Кей допомагав Крістоферу Толкіну в обробці й виданні «Сильмариліону»).
- На карті Фьонавара показана північно-західна частина материка і його західне узбережжя, так само як на картах Середзем'я, намальованих Толкіним.
- Далеко на заході Фьонавари лежить перехід в іншу землю, якої можуть досягти лише світлі Альви, коли залишають світ, — пряме відсилання до Валінору.
- На сході фйонаварської карти знаходяться гори, населені гномами; над ними височіють піки Банір Лок і Банір Тал, а в сусідній долині лежить священне озеро Калор Діма. У Толкіна вони відповідають горах Еред Луїн на сході Белеріанда, де знаходилися дві цитаделі гномів, і озеру Келед-зарам.
- На півночі Фйонавари знаходиться гірський масив, де розташована гора Рангат і цитадель Могріма Старкадх. Вони відсилають нас до Ереду Енгрін і цитаделі Тангородрім.
- Рада магів Бренніна, в якому може перебувати не більше семи магів (і стільки ж джерел), перегукується з радою Істарі, в якому перебувало п'ять магів Арди.
- Дальрі нагадують рогіримів, проте вони ведуть кочовий спосіб життя і не настільки войовничі.
- Пендаранський ліс, наповнений небезпеками, нагадує Морок-ліс, який після приходу Саурона став похмурим і зловісним.

### Інше
- Образ Лейзи перегукується з Елейн і з написаної за мотивами її історії баладою Теннісона «Чарівниця Шалот».
- Артур, Ланселот і Гвиневра з'являються одночасно як легендарні фігури і персонажі сюжету у творчості Роберта Голдстока[en].
- Світлі й темні альви також фігурують в повісті «Чарівний камінь Брізінгамена» Алана Гарнера.

## Книги з серії
- Древо Життя (1984)
- Блукаючий вогонь (1986)
- Найтемніша дорога (1986)

## Нагороди
- «Блукаючий вогонь» отримав Prix Aurora Awards[en] в номінації англійською мовою в 1987 році.
- «Древо Життя» висувалося на міфопоетичного премію за твір для дорослих у 1985 році.